# Municipio de Ziltlaltépec de Trinidad Sánchez Santos
El municipio de Zitlaltepec de Trinidad Sánchez Santos es un municipio del estado de Tlaxcala ubicado al suroeste del estado en las faldas del volcán la Malinche y colindando casi todo su territorio con el estado de Puebla. Su cabecera es la localidad de Zitlaltepec.
El municipio colinda al norte con el municipio de Ixtenco; al oeste con el municipio de Huamantla; al sur, y al este con el Estado de Puebla, específicamente con los municipios de Acajete y Nopalucan respectivamente.

## Localidades
- Zitlaltepec - Cabecera municipal
- Francisco Javier Mina
- San Juan Bautista

## Historia
Zitlaltepec formó parte del señorío de Ocoteculco y Tecoac que estuvo bajo influencia de los olmecas-xicalancas.
Para 1570 ya era una visita independiente de Huamantla.
En 1984 recibió el nombre de Zitlaltepec de José Trinidad de Sánchez Santos.